# Gymnostephium
Gymnostephium es un género de plantas con flores perteneciente a la familia  Asteraceae. Comprende 9 especies descritas y de estas, solo 8 aceptadas. Es originario de Sudáfrica.

## Taxonomía
El género fue descrito por Christian Friedrich Lessing y publicado en Syn. Comp. 185. 1832. La especie tipo es: Gymnostephium gracile Less.		

## Especies seleccionadas
A continuación se brinda un listado de las especies del género Gymnostephium aceptadas hasta junio de 2012, ordenadas alfabéticamente. Para cada una se indica el nombre binomial seguido del autor, abreviado según las convenciones y usos.
- Gymnostephium angustifolium Harv.
- Gymnostephium ciliare (DC.) Harv.
- Gymnostephium corymbosum (Turcz.) Harv.
- Gymnostephium fruticosum DC.
- Gymnostephium gracile Less.
- Gymnostephium hirsutum Less.
- Gymnostephium leve Bolus
- Gymnostephium papposum G.L.Nesom